# Калам, Шарль
Шарль Калам (фр. Charles Calame; 9 апреля 1877, Базель — 20 апреля 1922, Тун, Берн) — швейцарский шоссейный и трековый велогонщик, выступавший в конце XIX века.
Призёр чемпионатов Швейцарии на шоссе и треке. Победитель и призёр однодневной велогонки Тур дю Лак Леман.

## Достижения

### Шоссе
1897
2-й Тур дю Лак Леман
1898
1-й Тур дю Лак Леман
1899
2-й Чемпионат Швейцарии — групповая гонка
2-й Тур дю Лак Леман

### Трек
1897
2-й Чемпионат Швейцарии — гонка за лидером
1898
2-й Чемпионат Швейцарии — гонка за лидером
1899
2-й Чемпионат Швейцарии — гонка за лидером